# 벨기에 프로 리그
벨기에 프로 리그는 벨기에의 최상위 축구 대회이다. 이 리그는 1895년에 설립되었고 RSC 안데를레흐트가 34회 우승으로 가장 많이 우승한 팀이다.

## 구성
16개 팀이 팀마다 2회씩 경기를 치러 한 팀당 30라운드의 경기를 하게 된다. 시즌이 끝나면 최하위 팀은 2부 리그로 강등되고 2부 리그의 우승 팀이 승격하게 된다. 2006년부터는 2부 리그의 시즌 우승 팀은 자동으로 진출하게 되고, 1라운드~10라운드의 1위팀, 11라운드~22라운드의 1위팀, 23라운드~34라운드의 1위팀과 1부 리그의 15위 팀이 참가하는 플레이오프 형식의 2부 리그 최종라운드를 진행하여 1부리그로 진출하는 마지막 한팀을 결정하게 된다. 1부 리그의 15위 팀이 최종라운드에서 우승하면 1부 리그에 잔존하게 되면서 1부 리그 승격팀은 한 팀이 되는 것이고, 나머지 세 팀 중에 한 팀이 우승하게 되면 1부 리그 승격팀은 두 팀이 되는 방식이다.
리그 우승 팀은 UEFA 챔피언스리그 본선에, 준우승 팀은 UEFA 챔피언스리그 3차전에 진출하게 된다. 3위 팀은 UEFA 유로파리그본선에 벨기에 컵 우승 팀 및 4위 팀은 UEFA 유로파리그 3차예선에 진출하게 된다. 만약 벨기에 컵 우승 팀이 리그 1~4위 팀일 경우 벨기에 컵 준우승 팀이 진출하게 되는데, 준우승 팀 역시 1~4위 팀이라면, 5위 팀에게 출전권이 주어진다.

## 2023-2024 시즌 클럽팀
- RSC 안데를레흐트
- 로얄 안트베르펀
- 세르클러 브뤼허
- 클뤼프 브뤼허
- 스포르팅 샤를루아
- KAS 오이펜
- KAA 헨트
- KRC 헹크
- KV 코르트레이크
- OH 뢰번
- KV 메헐런
- RWD 몰렌베이크
- 신트트라위던 VV
- 스탕다르 리에주
- 루아얄 위니옹 생질루아즈
- 베스테를로

## 같이 보기
- 벨기에 컵